# Sindurjan
Sindurjan is een bestuurslaag in het regentschap Purworejo van de provincie Midden-Java, Indonesië. Sindurjan telt 6489 inwoners (volkstelling 2010).